# 阿部嘉昭
阿部 嘉昭（あべ かしょう、1958年8月2日 - ）は、日本の映画・サブカルチャー評論家、詩人、北海道大学名誉教授（北海道大学文学院の教授だったが、2024年3月末で定年退官）。2024年4月より京都情報大学院大学教授。

## 経歴
東京都大田区堤方（現中央8丁目）に生まれる。
1971年、中学校入学。中学時代の詩作は「ボブ・ディラン崩れや鈴木翁二崩れのよう」だったと振り返っている。
神奈川県立湘南高等学校卒業。
1977年4月、慶應義塾大学法学部法律学科入学。7月、町田市に引越し。1982年3月に慶應義塾大学法学部卒業。
オーディオ・ビデオ業界紙の編集者の後、1985年編集プロダクション「ジャックポット」入社。様々な媒体でビデオ紹介のページを担当する。
1986年、西友に入社し、映画の制作、企画、宣伝に携わる。
1990年キネマ旬報社入社。
1994年に退社後、フリーの映画評論家や大学の非常勤講師として活動。
1999年より立教大学にて講義を行う。
2002～2003年、日本大学芸術学部放送学科にて講義を行う。
2005～2006年、早稲田大学第二文学部で講義を行う。
2007年立教大学特任教授。同年5月、mixi上で日記を書き始める。
2012年北海道大学文学研究科准教授。専攻は映画・サブカルチャー研究、詩歌論。
2014年、詩集『ふる雪のむこう』で第48回北海道新聞文学賞受賞。
2015年、詩論集『換喩詩学』で第6回鮎川信夫賞を受賞。
2017年8月、杉中昌樹編集「ポスト戦後詩ノート7号」で、詩人、詩論家として全頁特集が組まれた。
2019年3月、北海道大学への博士論文「黒沢清、映画のアレゴリー」により博士（文学）の学位取得。
2019年4月より、北海道大学文学院教授。

## 著書
- 『北野武vsビートたけし』筑摩書房 リュミエール叢書 1994 ISBN 4480871772
- 『野島伸司というメディア』図書新聞 1996 ISBN 9784886113146
- 『AV原論』関西学院大学出版会 1998 ISBN 9784907654054
- 『松本人志ショー』河出書房新社 1999 ISBN 9784309263717
- 『日本映画が存在する』青土社 2000 ISBN 9784791758654
- 『精解サブカルチャー講義』河出書房新社 2001 ISBN 9784309264769
- 『実戦サブカルチャー講義』河出書房新社 2002 ISBN 9784309265391
- 『椎名林檎vsJポップ』河出書房新社 2004 ISBN 9784309016047
- 『68年の女を探して 私説・日本映画の60年代』論創社 2004 ISBN 9784846004866
- 『日本映画の21世紀がはじまる 2001-2005スーパーレビュー』キネマ旬報社 2005 ISBN 9784873762555
- 『成瀬巳喜男 映画の女性性』河出書房新社 2005 ISBN 9784309268484
- 『少女機械考』彩流社 2005 ISBN 9784779111082
- 『僕はこんな日常や感情でできています サブカルチャー日記』晶文社2007 ISBN 9784794967169
- 『昨日知った、あらゆる声で』書肆山田 2008 ISBN 9784879957283
- 『マンガは動く』泉書房 2008 ISBN 9784862870193
- 『頬杖のつきかた』思潮社 2009 ISBN 9784783731542
- 『日本映画オルタナティヴ』彩流社 2012 ISBN 9784779118371
- 『みんなを、屋根に。』思潮社オンデマンド 2012 ISBN 9784783733386
- 『映画監督大島渚』河出書房新社 2013 ISBN 9784309274218
- 『ふる雪のむこう』思潮社オンデマンド 2013 ISBN 9784783733881
- 『換喩詩学』思潮社 2014 ISBN 9784783716938
- 『空気断章』思潮社オンデマンド 2014 ISBN 9784783734598
- 『静思集』思潮社オンデマンド 2014 ISBN 9784783734604
- 『陰であるみどり』思潮社オンデマンド 2014 ISBN 9784783734611
- 『平成ボーダー文化論』水声社 2015 ISBN 9784801000896
- 『束』思潮社オンデマンド 2015 ISBN 9784783735090
- 『詩と減喩』思潮社 2016 ISBN 9784783738022
- 『石のくずれ』ミッドナイト・プレス 2016 ISBN 9784907901073
- 『橋が言う』ミッドナイト・プレス 2017 ISBN 9784907901127
- 『詩の顔、詩のからだ』思潮社 2018 ISBN 9784783738138
- 『日に数分だけ』響文社 2018 ISBN 9784877991463
- 『黒沢清、映画のアレゴリー』幻戯書房 2019 ISBN 9784864881654
- 『かけら世の』響文社 2021 ISBN 9784877991777
- 『てのひらのつづき』詩誌「フラジャイル」　2024

### 共著
- 『成瀬巳喜男 透きとおるメロドラマの波光よ』田中眞澄、木全公彦、丹野達弥との共編 フィルムアート社、1995年1月 ISBN 9784845995394
- 『映画作家黒木和雄の全貌』日向寺太郎共編 アテネ・フランセ文化センター 1997 ISBN 9784845997732

## 関連人物
- ハルカトミユキ - バンド。メンバーの一人、福島遥が教え子。
- 望月裕二郎 - 歌人。教え子。

## 参考
- http://bookweb.kinokuniya.co.jp/htm/4779111080.html
- 阿部嘉昭ファンサイト：自筆年譜
- 阿部 嘉昭 | 京都情報大学院大学